# Blek gråskivling
Blek gråskivling (Tephrocybe mephitica) är en svampart som först beskrevs av Elias Fries, och fick sitt nu gällande namn av Meinhard (Michael) Moser 1967. Tephrocybe mephitica ingår i släktet Tephrocybe och familjen Lyophyllaceae.   Inga underarter finns listade i Catalogue of Life.
I den svenska databasen Dyntaxa används istället namnet Lyophyllum mephiticum för samma taxon.  Arten är reproducerande i Sverige.